# Scopula infantilis
Scopula infantilis là một loài bướm đêm trong họ Geometridae.